# جون داغاتا
جون داغاتا John D'Agata (ولد في 1975 في كيب كود في ماساتشوستس) هو كاتب مقالات أمريكي.
ألف العديد من الكتب منها:
المقالة الأمريكية الجديدة – 2003 . الأصول الضائعة للمقالة – 2009. صناعة المقالة الأمريكية. – وهي ثلاثية تسمى كلها «تاريخ جديد للمقالة».
ومن كتبه أيضا «دورة حياة حقيقة» – «قاعات المجد» – «عن جبل».
نال زمالة كل من: مؤسسة غاغنهايم، المنحة الوطنية للفنون، مؤسسة هاوارد، ومؤسسة لانان.